# Biserica „Sfânta Cuvioasă Paraschiva” din Ciuflești
Biserica „Sf. Cuvioasă Paraschiva” este o biserică amplasată în Ciuflești, raionul Căușeni, Republica Moldova. Este un monument arhitectural de importanță națională inclus în Registrul monumentelor Republicii Moldova ocrotite de stat cu nr. 98 (raionul Căinari). Datează din 1940.